# RB He 2/2
Die Rigibahn (RB) besitzt eine elektrische Zahnradlokomotive mit der Bezeichnung He 2/2, die 1938 ausgeliefert wurde und die Nummer 18 trägt. Sie wurde 1938 von der Schweizerischen Lokomotiv- und Maschinenfabrik in Winterthur bezogen, die elektrische Ausrüstung stammt von der BBC.

## Geschichte
Anlässlich der Elektrifizierung der Strecke 1937 zeigte sich rasch, dass die drei Triebwagen Bhe 2/4 in Stosszeiten nicht ausreichten. Aus finanziellen Gründen entschloss man sich zur Anschaffung einer Lokomotive, weil diese anfänglich 40'000.- Franken günstiger veranschlagt wurde als ein vierter Triebwagen. Die damals starke Teuerung liess die Maschine teurer werden, so dass sie bei einem Kaufpreis von 87'170.55 Schweizer Franken nur noch rund 18'000.- Franken günstiger war als die drei Triebwagen 1937.

## Technisches
Die zweiachsige Lokomotive besitzt die gleichen Motoren und Getriebe wie die 1937 abgelieferten drei Triebwagen.
1974 wurde sie umgebaut, sie erhielt für den Einsatz mit der Schneeschleuder Xrotm² 1 neue Schienenräumer und einen zweiten Stromabnehmer mit einem Stahlschleifstück, der dazu verwendet wird, die Fahrleitung von Raureif und Eis zu befreien.

## Betriebliches
Die Lokomotive dient vor allem für den Gütertransport, wird aber in Spitzenzeiten zusammen mit zwei alten aus der Dampfzeit stammenden Vorstellwagen benutzt. Seit 1974 ist sie auch das Fahrzeug, das die Schneeschleuder den Berg hochschiebt.